# Großmarkthalle

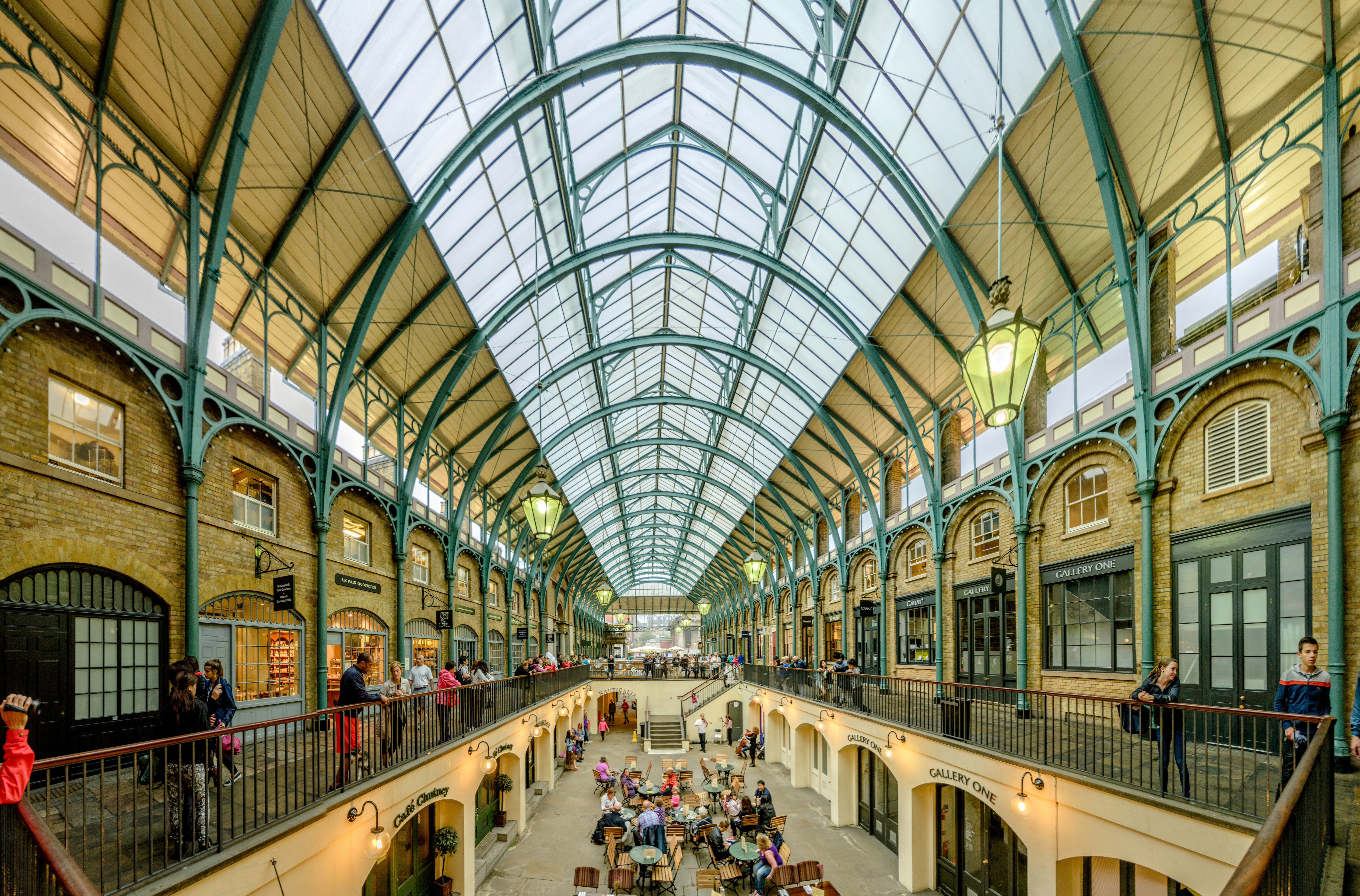
Covent Garden – Großmarkthallen (August 2014)

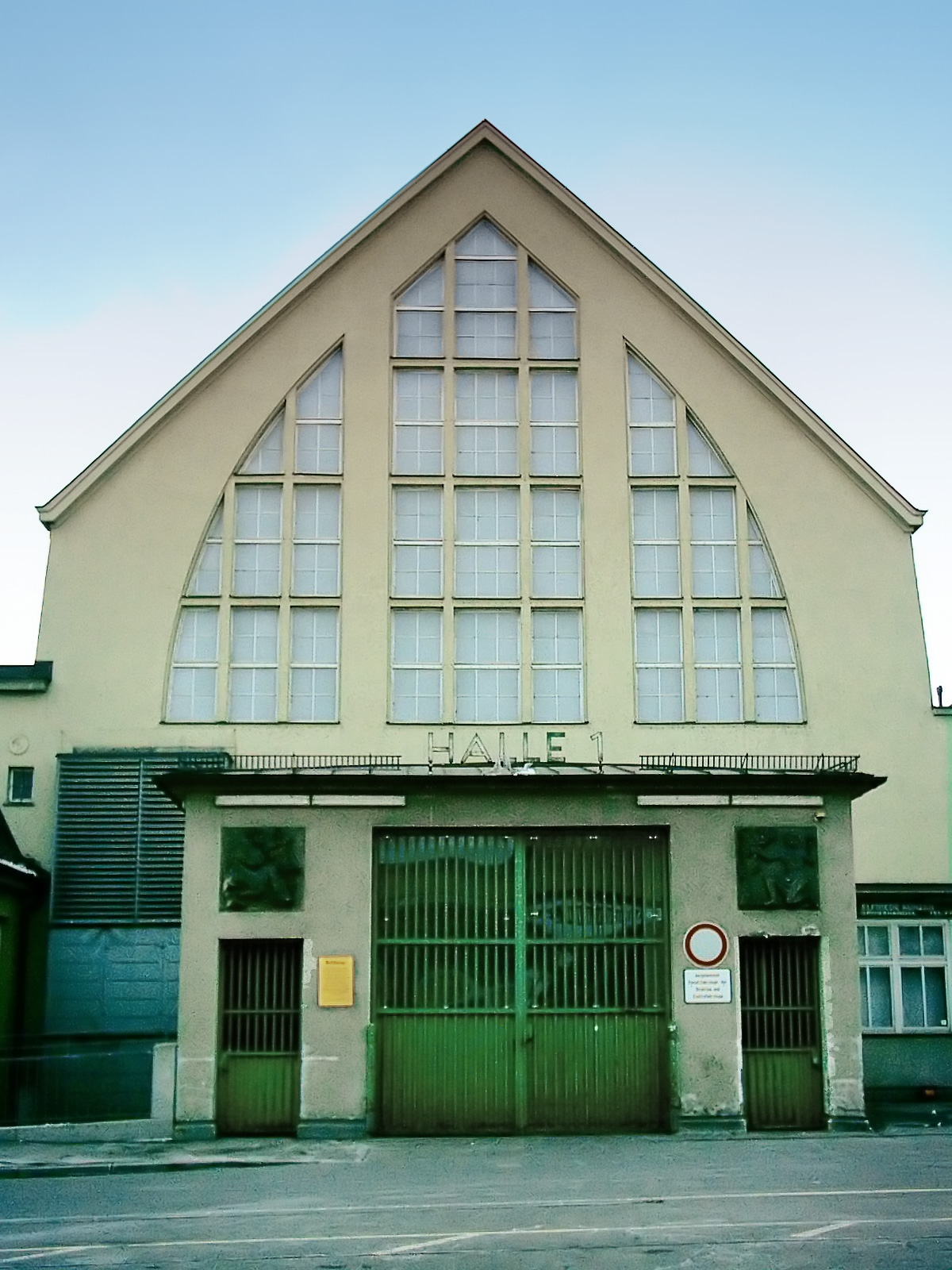
Halle 1 der Großmarkthalle München

Die Großmarkthalle (oder mehrere Hallen) sind Bauwerke, die der Durchführung eines Großmarktes dienen. In ihnen wickeln die Marktteilnehmer den Handel der Handelswaren ab, die in den Großmarkthallen gelagert sind. Damit ermöglichen Markthallen noch den aus dem Mittelalter überlieferten Präsenzhandel. Die beschränkte Zahl von Verkaufsstellen in einer Großmarkthalle wird Erzeugern und Händlern je nach Eignung ihres Sortiments und nach Zuverlässigkeitsprüfung von der Marktleitung gegen eine Gebühr zugewiesen. Einzelhandel findet hier nicht statt, Endverbraucher sind nicht zugelassen.
Die Bezeichnung Großmarkthalle ist inzwischen, bis auf wenige Ausnahmen, selten in Gebrauch. Meist wird nur noch die abgekürzte Form Großmarkt benutzt. Einige Großmärkte nennen sich inzwischen Frischezentrum. Als Bauform einer Großmarkthalle dient entweder die Halle oder der Pavillon.

## Funktion
Großmarkthallen besaßen in den industrialisierten Staaten eine herausragende Funktion bis weit in die 1970er Jahre. Sie wurden im Zusammenhang der Entwicklung der Logistik vielfach abgelöst durch kommerzielle Frischezentren und Güterverteilzentren (GVZ) der Speditionswirtschaft. Für den regionalen und lokalen mittelständischen Einzelhandel sowie für lokal ansässige Großabnehmer, etwa in der Gastronomie, vor allem für Wochenmarktbeschicker erfüllen Großmarkthallen als Einkaufs- und Handelsplatz für Frischwaren aber weiterhin eine wichtige Funktion.
Durch die Förderung des regionalen und lokalen Einzelhandels erfüllen Großmärkte und Großmarkthallen somit wichtige wirtschaftspolitische Aufgaben.

## Beispiele
Die größte Großmarkthalle in Deutschland ist die 1912 erbaute Großmarkthalle München, die immer noch in Betrieb ist. Sie war zum Zeitpunkt ihrer Erbauung eines der modernsten Gewerbegebäude Europas (komplett unterkellert und unterirdisch befahrbar; hydraulische Aufzüge u. v. m.).
Eine der bekanntesten Großmarkthallen Deutschlands ist die Großmarkthalle in Frankfurt am Main im Frankfurter Ostend, die in den Jahren 1926 bis 1928 erbaut wurde. Das unter Denkmalschutz stehende Gebäude wurde Mitte 2004 geschlossen und von 2010 bis 2014 zum neuen Standort der Europäischen Zentralbank umgebaut. Dabei wurde die Halle in den Neubau der Europäischen Zentralbank integriert.
Ebenfalls unter Denkmalschutz stehen die Spannbeton-Hallen des Großmarkts Hamburg und ihre Vorgänger, die Deichtorhallen, und der Großmarkt Köln.

## Organisation
Praktisch alle deutschen Großmärkte sind mit Mitglied in der Arbeitsgemeinschaft Marktwesen im Deutschen Städtetag (AGM), die meisten sind auch Mitglied in der gemeinsamem Marketinggesellschaft, der Gemeinschaft zur Förderung der Interessen der deutschen Frischemärkte (GFI). Viele Blumengroßmärkte sind in der Vereinigung Deutscher Blumenmärkte (VDB) organisiert.